# Ramosomyia violiceps
El colibrí corona violeta, amazilia coronivioleta o amazilia de coronilla violeta (Ramosomyia violiceps) es una especie de ave apodiforme de la familia Trochilidae —los colibríes—, perteneciente al género Ramosomyia, anteriormente colocada en el género Amazilia y después en Leucolia donde la mantienen algunas clasificaciones. Es nativa del extremo suroeste de Estados Unidos y del oeste de México.

## Distribución y hábitat
Nidifica desde el extremo suroeste de Estados Unidos (sureste de Arizona, suroeste de Nuevo México), hacia el sur a lo largo de la vertiente del Pacífico desde Sonora hasta Guerrero y el noroeste de Oaxaca; en el interior de las Tierras Altas Madreanas desde el oeste de Chihuahua hacia el sur a través de Durango e Hidalgo hasta el noroeste de Oaxaca.
En el suroeste de Estados Unidos, donde es poco común y local. anida casi que exclusivamente en sicomoro de Arizona (Platanus wrightii), que allí se limita a las zonas ribereñas; en México donde es considerado bastante común, habita en matorrales áridos a semiáridos, bosques espinosos, bosques ribereños y de robles, así como en parques y jardines.

## Descripción
En promedio, mide 10 cm de longitud y pesa 5 g. La corona, inconfundible, es de color violeta azulado en el macho y azul verdoso opaco en la hembra; la garganta, el pecho y el vientre son blancos. La cola es color bronce a castaño y el pico rojizo con la punta negra. El dorso es gris verdoso

## Alimentación
Se alimenta principalmente de néctar, especialmente de flores rojas. Además come áfidos, insectos y arácnidos pequeños.  

## Reproducción
Construye un nido en forma de copa en una rama, generalmente horizontal. La hembra pone dos huevos blancos.

## Sistemática

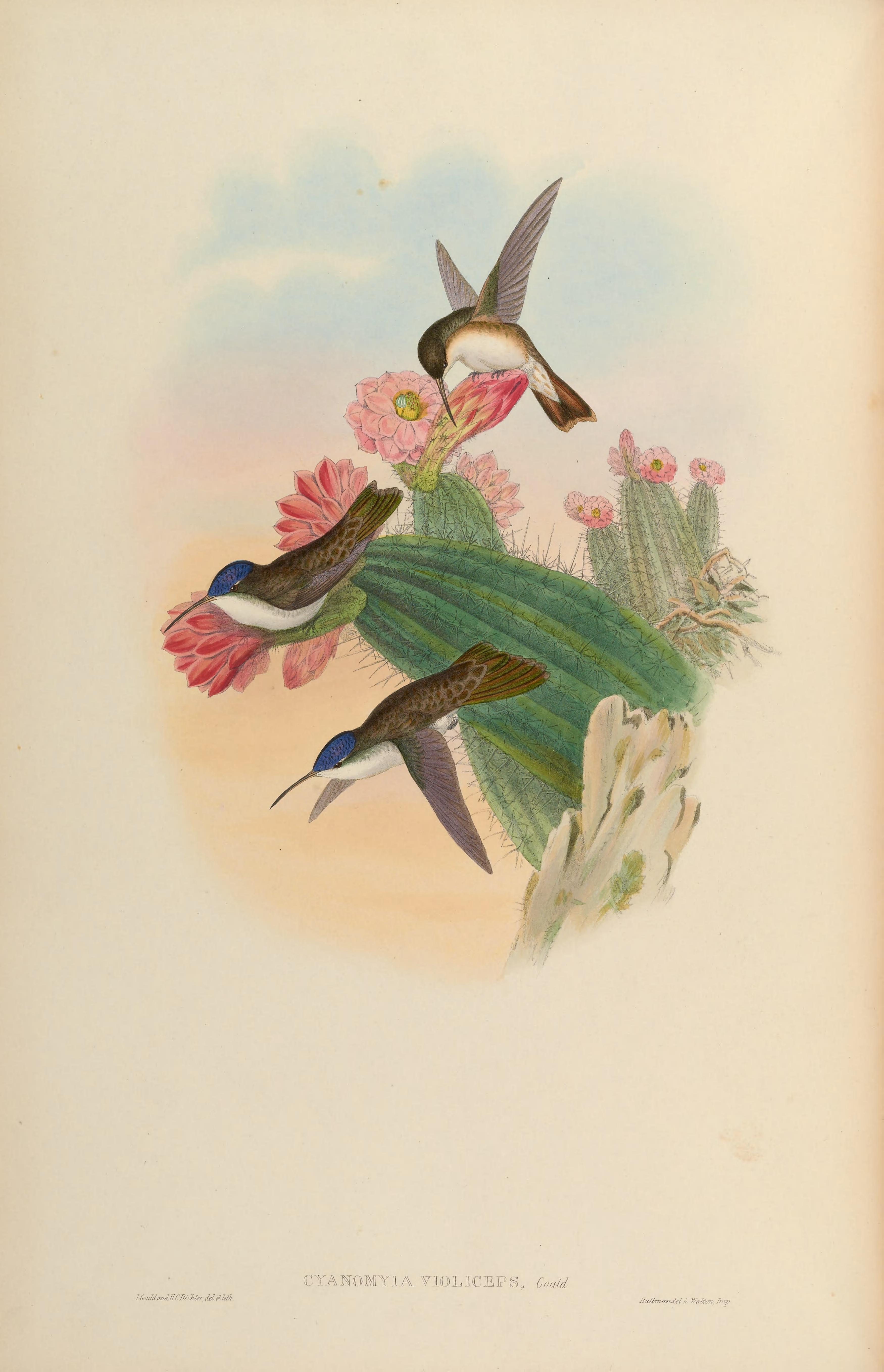
Cyanomyia violiceps, ilustración de Gould y Richter en A monograph of the Trochilidae, or family of humming-birds 5, 1861.

### Descripción original
La especie R. violiceps fue descrita por primera vez por el ornitólogo británico John Gould en 1859 bajo el nombre científico Cyanomyia violiceps; su localidad tipo es: «Atlixco, Puebla, México».

### Etimología
El nombre genérico Ramosomyia conmemora al ornitólogo y conservacionista mexicano Mario Alberto Ramos Olmos (1949-2006), combinado con la palabra del griego «μυια muia, μυιας muias» que significa ‘mosca’; en ornitología myia y myias significan ‘muy pequeño’, ‘aves del tamaño de una mosca’. El nombre de la especie «violiceps» se compone de las palabras del latín «viola» que significa ‘color violeta’ y «ceps» que significa ‘coronado’.

### Taxonomía
La presente especie y su hermana Ramosomyia viridifrons  tienen una historia taxonómica confusa, ya fueron tratadas en el género Agyrtria y hasta recientemente eran colocadas en el género Amazilia. Los estudios filogenéticos de McGuire et al. (2014) encontraron que  Amazilia era polifilético. En la clasificación propuesta para resolver la polifilia del género, Stiles et al. (2017) propusieron la resurrección del género Leucolia, lo que fue reconocido por el Comité de Clasificación de Norte y Mesoamérica (N&MACC) en la Propuesta No 2020-A-03.
Sin embargo, un estudio publicado en 2021 mostró que Leucolia no podría estar disponible ya que la especie tipo subsecuentemente designada era Trochilus fallax, actualmente Leucippus fallax; como no había otro género disponible, los autores propusieron un nuevo género Ramosomyia. El cambio fue reconocido por el N&MACC en la Propuesta 2022-B-2 y seguido por las principales clasificaciones, excepto por Birdlife International (BLI) y Aves del Mundo (HBW) que continúan a retener las especies en Leucolia.

### Subespecies
Según las clasificaciones del Congreso Ornitológico Internacional (IOC) y Clements Checklist/eBird  se reconocen dos subespecies, con su correspondiente distribución geográfica:
- Ramosomyia violiceps ellioti (Berlepsch), 1889 – extremo suroeste de Estados Unidos. (sureste de Arizona, suroeste de Nuevo México) al sur hasta el noroeste y centro de México (hasta el centro de Michoacán e Hidalgo).
- Ramosomyia violiceps violiceps (Gould), 1859 – suroeste de México (este de Michoacán hasta Puebla y noroeste de Oaxaca).